# Derby della Galizia
Il Derby della Galizia, altresì noto come O Noso Derbi (Il Nostro Derby in galiziano), indica l'incontro tra le due compagini più importanti della storia calcistica della Galizia: il Celta Vigo e il Deportivo La Coruña. Le squadre si sono incontrate in 125 occasioni, con il Celta che ha prevalso 50 volte a fronte delle 45 del Deportivo. Il primo derby si disputò il 24 giugno del 1911 a La Coruña, mentre il 2 dicembre 1928 il Celta registrò la più larga vittoria nella storia del derbi gallego, imponendosi per 13 reti a zero contro il Deportivo in un match valido per il Campionato regionale.

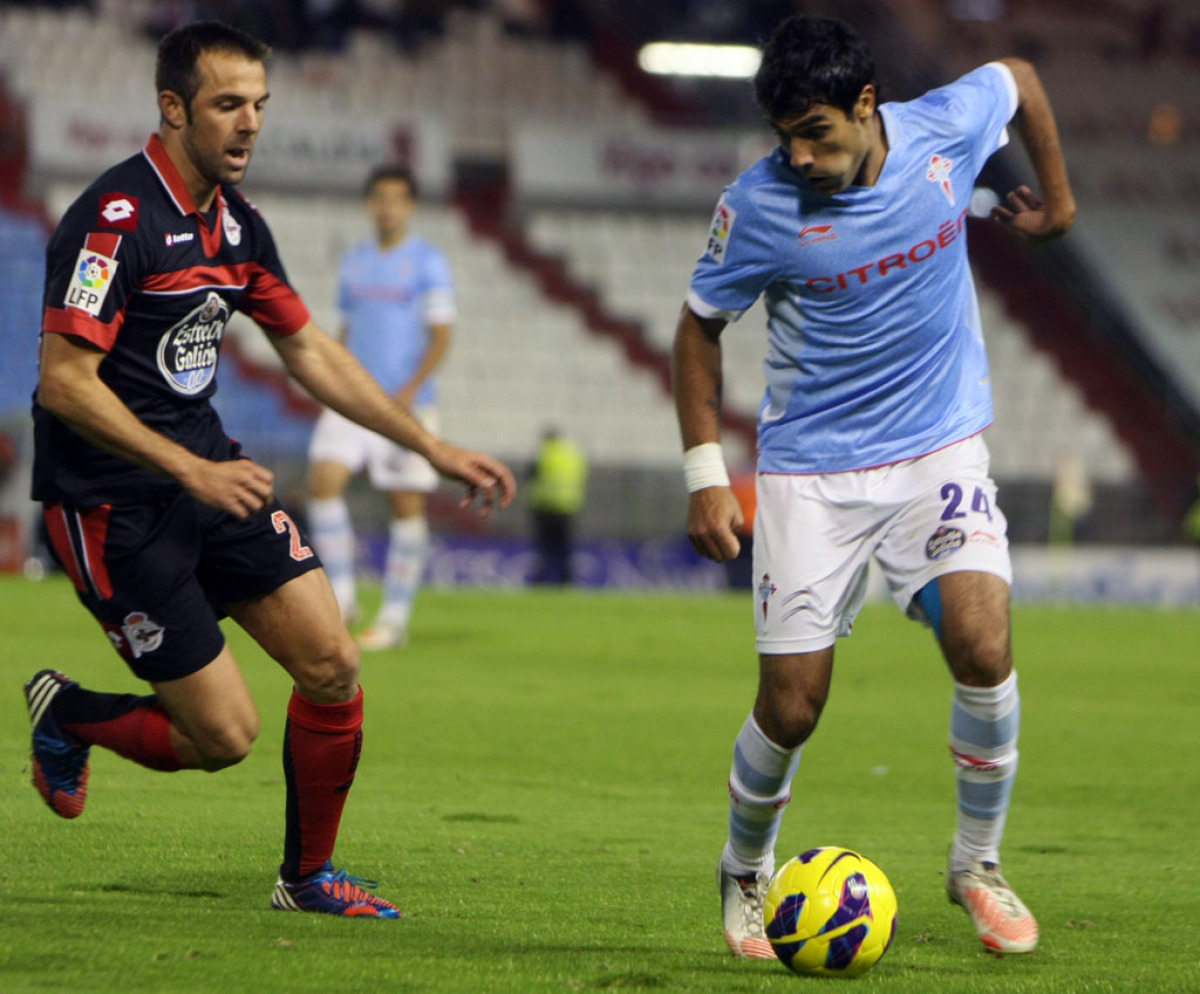
Carlos Marchena e Augusto Fernández durante Celta - Deportivo del 27 ottobre 2012

## Statistiche
| Categoria          | Totale | Vittorie del Celta Vigo | Pareggi | Vittorie del Deportivo La Coruña | Gol del Celta Vigo | Gol del Deportivo La Coruña |
| ------------------ | ------ | ----------------------- | ------- | -------------------------------- | ------------------ | --------------------------- |
| Primera División   | 70     | 26                      | 19      | 25                               | 167                | 164                         |
| Segunda División   | 44     | 19                      | 8       | 17                               | 71                 | 64                          |
| Segunda División B | 2      | 1                       | 1       | 0                                | 2                  | 1                           |
| Copa del Rey       | 10     | 4                       | 3       | 3                                | 25                 | 16                          |
| Totale             | 126    | 50                      | 31      | 45                               | 265                | 245                         |